# Hjalmar Heden
Johan Adolf Hjalmar Heden, född den 4 juli 1868 i Göteborg, död den 25 april 1951 i Djursholm, var en svensk historiker och folkhögskoleman.
Heden avlade filosofie kandidatexamen vid Uppsala universitet 1889 och filosofie licentiatexamen vid Göteborgs högskola 1902. Han promoverades (som en av de första vid högskolan) till filosofie doktor 1903. Heden var  lärare vid Hvilans folkhögskola 1892–1896 och vid Värmlands läns folkhögskola i Molkom 1896–1903 samt föreståndare för Västernorrlands läns folkhögskola i Fränsta 1903–1908 och för Värmlands läns folkhögskola i Molkom 1908–1933. Han var ordförande i Svenska folkhögskollärareföreningen 1916–1923 och vice ordförande 1923–1927. Heden blev riddare av Nordstjärneorden 1921. Han vilar på Djursholms begravningsplats.